# Mordacia praecox
Espèce
Statut de conservation UICN

 EN  : En danger
Mordacia praecox est une espèce de lamproies de la famille des Petromyzontidae.

## Répartition
Cette espèce est endémique du sud-est de l'Australie.